# Pura Ulun Danu Bratan

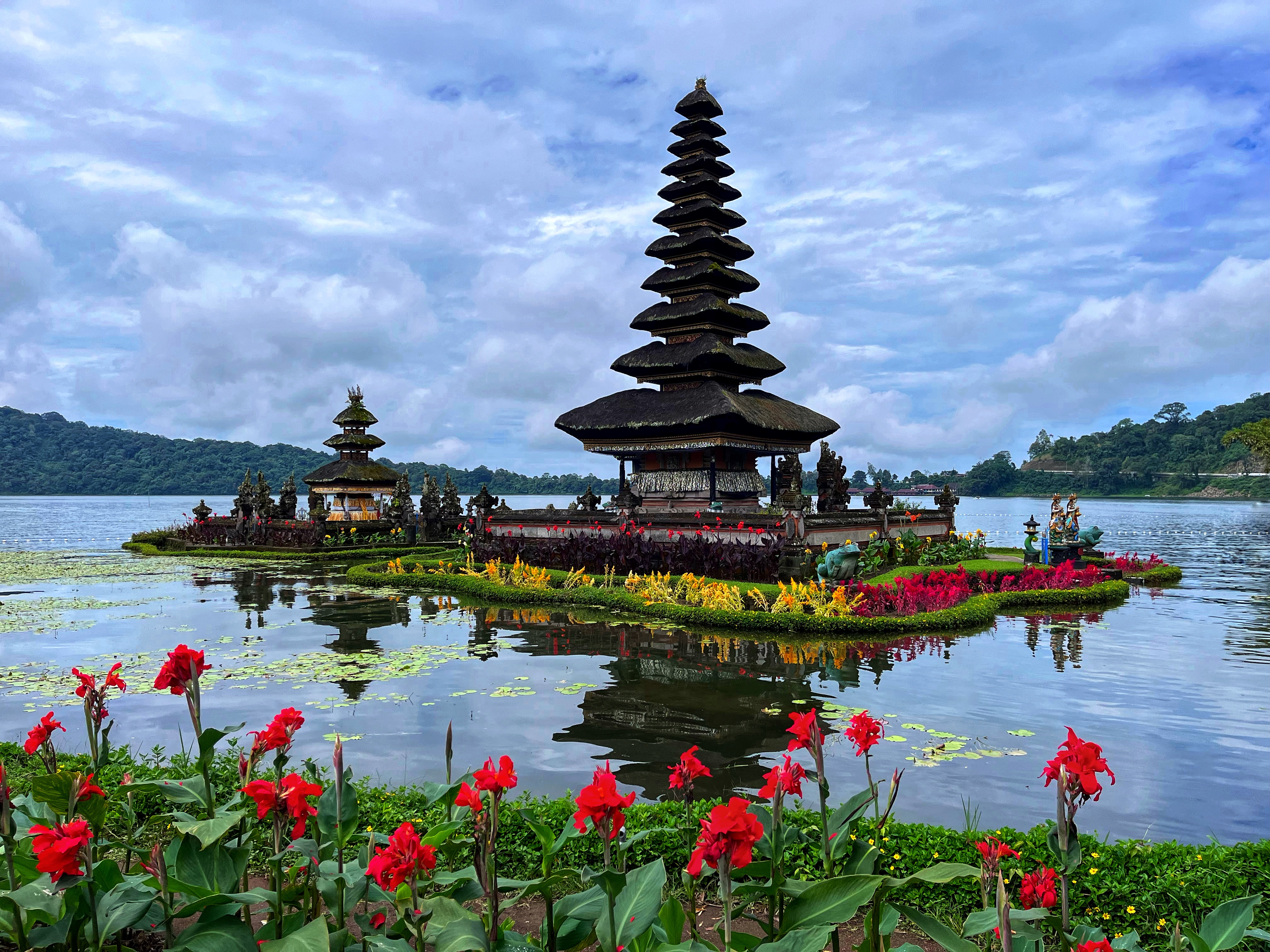
Hindutempel mit mehrstufigem Dach (Meru)

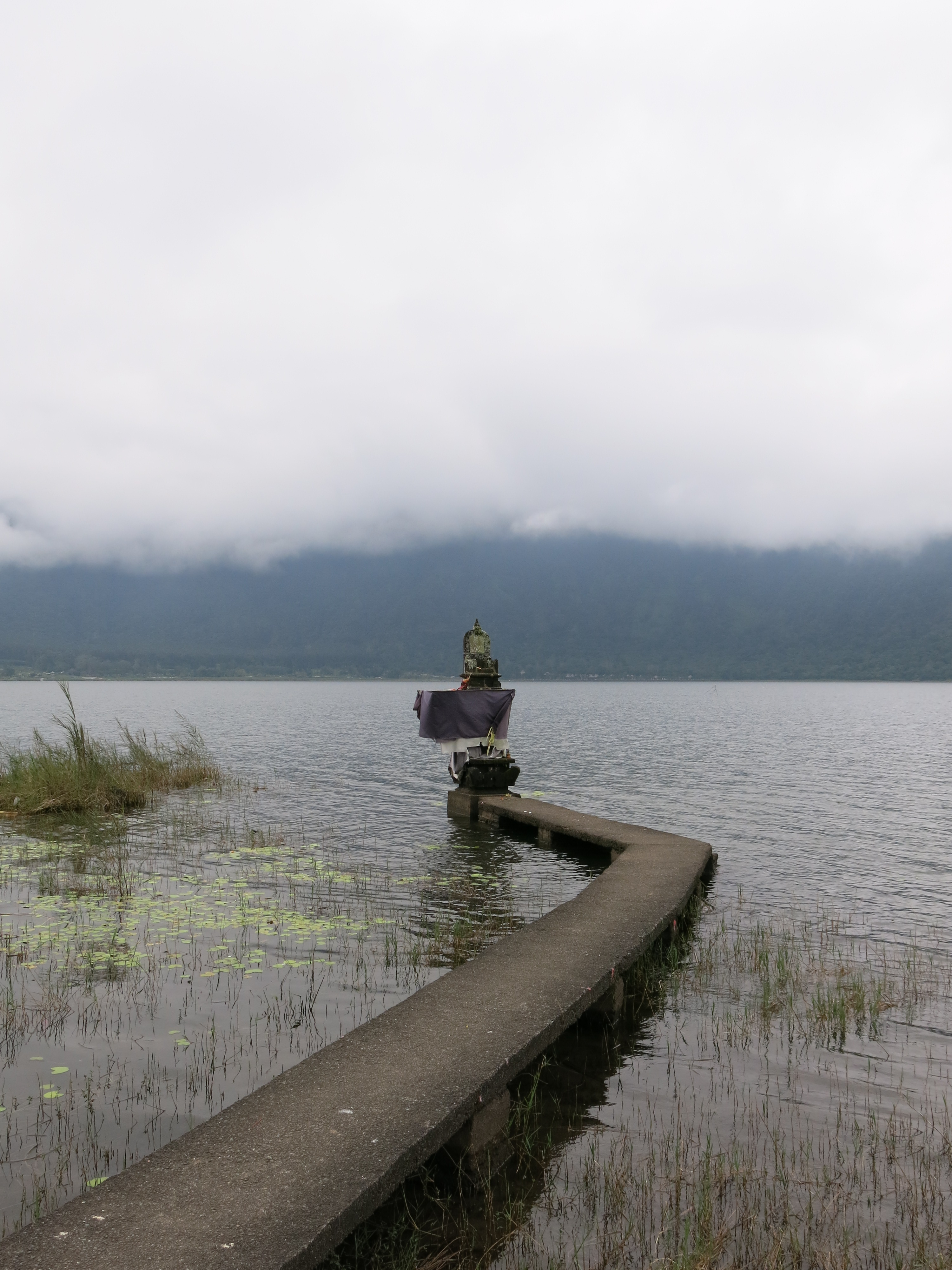
Opferstelle am See

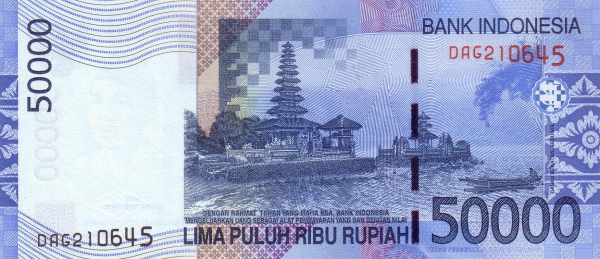
Pura Ulun Danu Bratan auf der Indonesischen Banknote

Pura Ulun Danu Bratan, auch Pura Ulun Danau Beratan („Tempel der Quelle des Sees von Bratan“), kurz Pura Bratan, ist ein bedeutender Tempelkomplex des balinesischen Hinduismus auf Bali, der Shiva, Brahma, Vishnu und der Seegöttin Dewi Danu geweiht ist. Zu den drei hinduistischen Pagodentempeln (Meru) gehört noch ein buddhistischer Stupa, der Buddha-Statuen enthält. Die Tempelanlage liegt in den Bergen auf 1200 Metern Höhe am Westufer des Bratansees. Der See ist ein Vulkansee nahe Bedugul, dessen Wasser als heilig gilt. Der hohe „Wassertempel“ wurde im Jahr 1663 erbaut und wird für Opferzeremonien für die balinesische Wasser-, See- und Flussgöttin Dewi Danu benutzt, die eine Manifestation von Shivas Gattin Parvati ist. Der Bratansee ist eine wichtige Quelle für die Bewässerung im zentralen Bali.

## Galerie

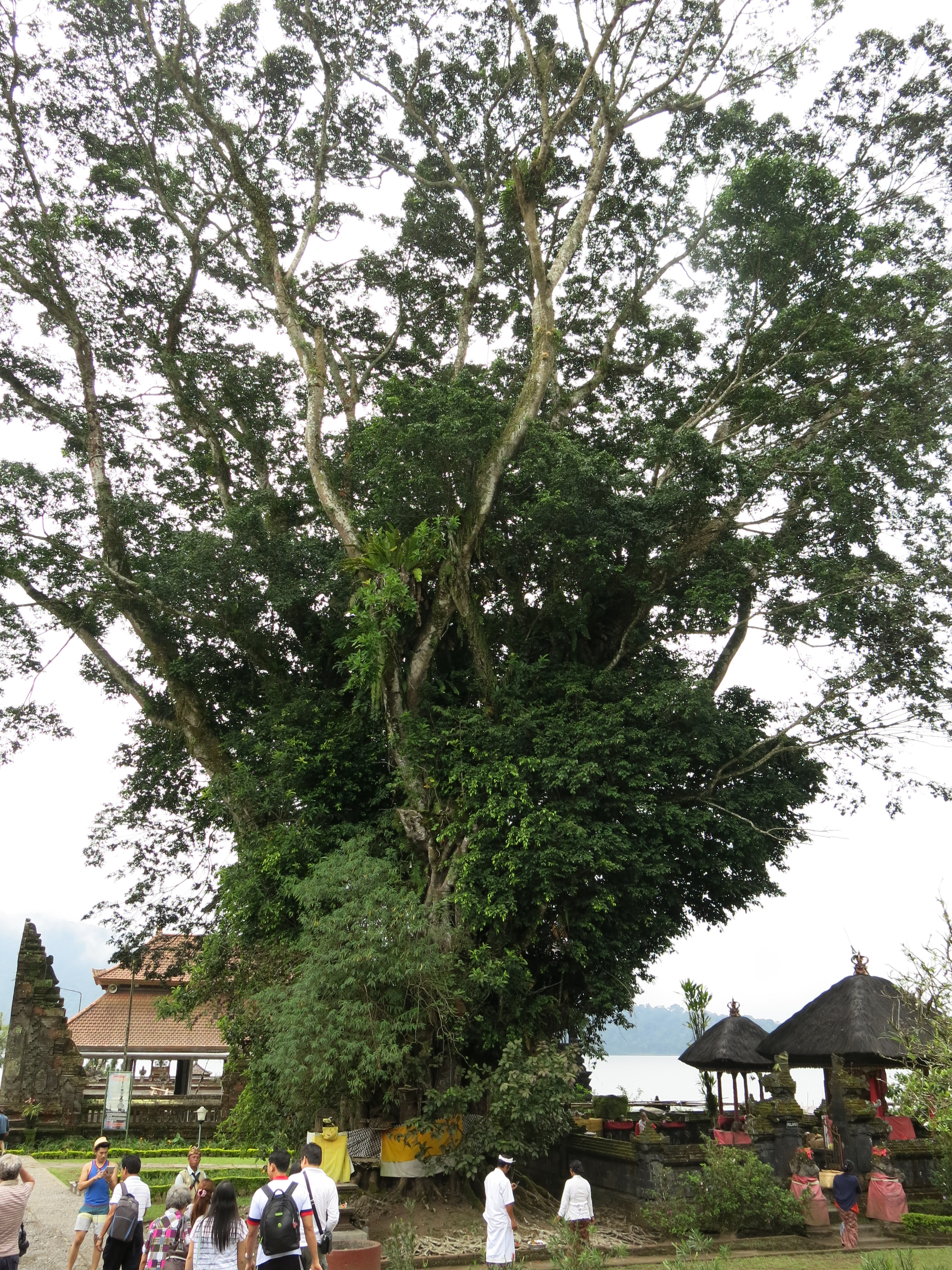
Eingangsbereich der Tempelanlage
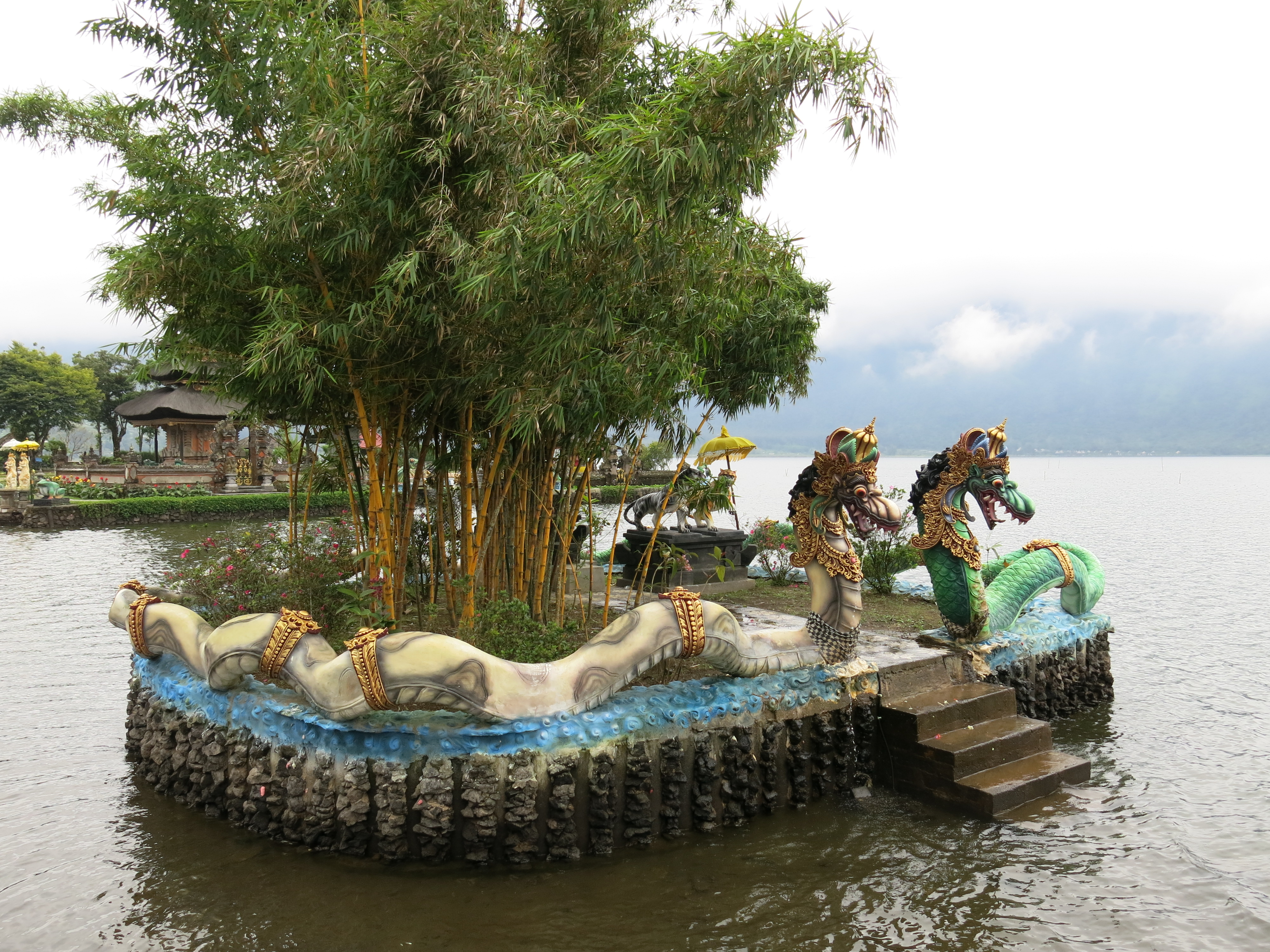
Nagas
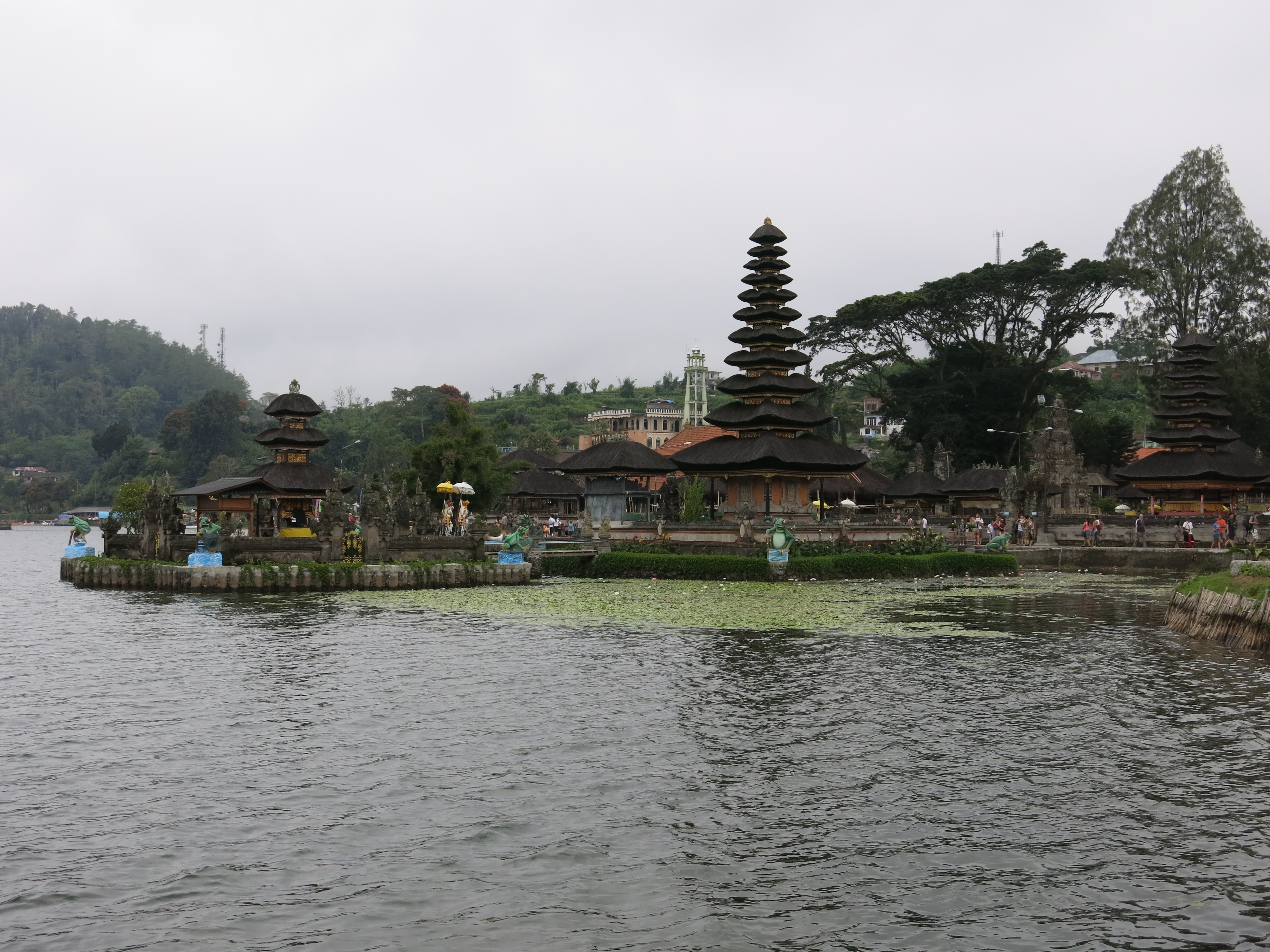
Blick auf die Anlage
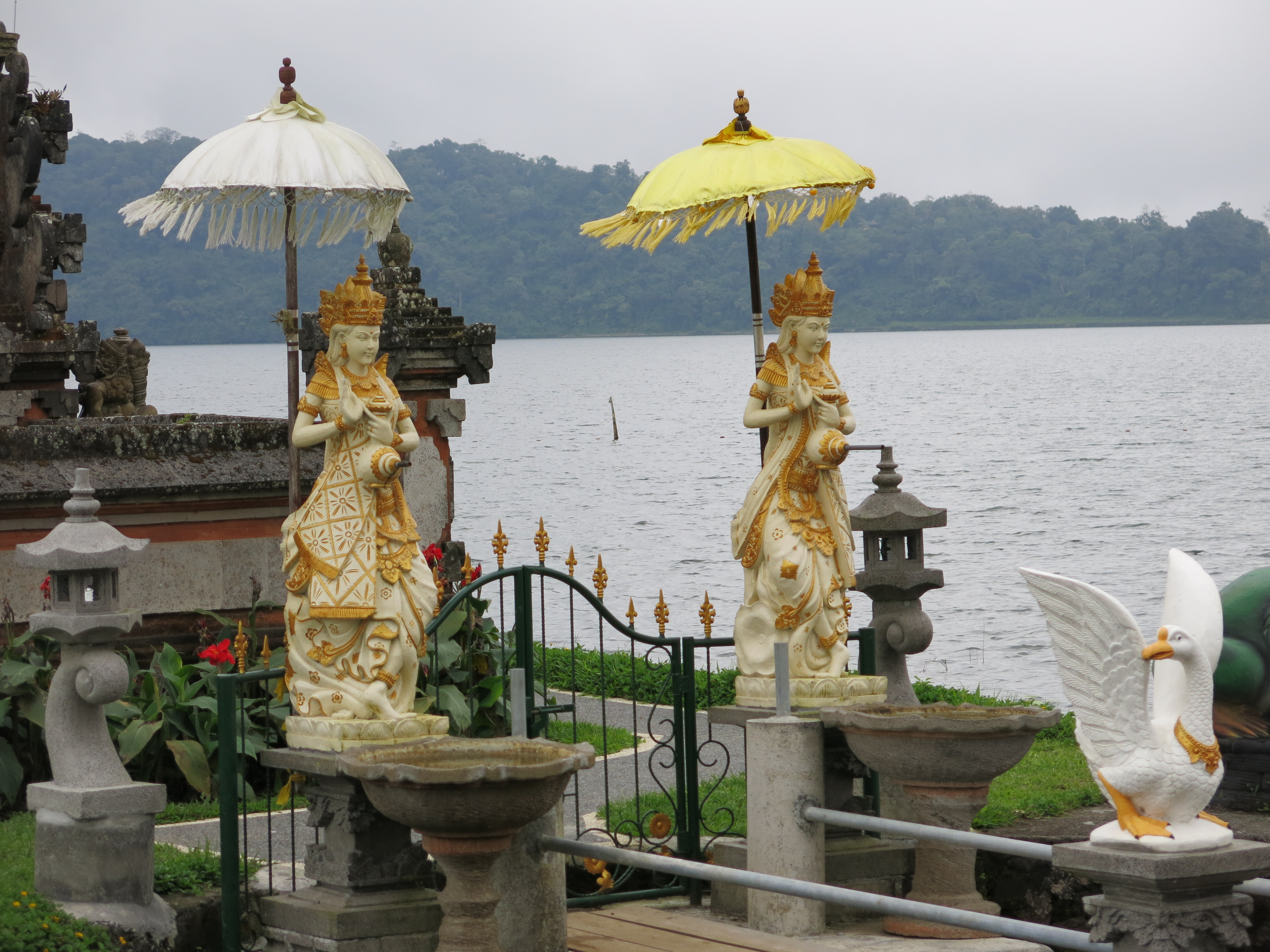
Eingangsfiguren
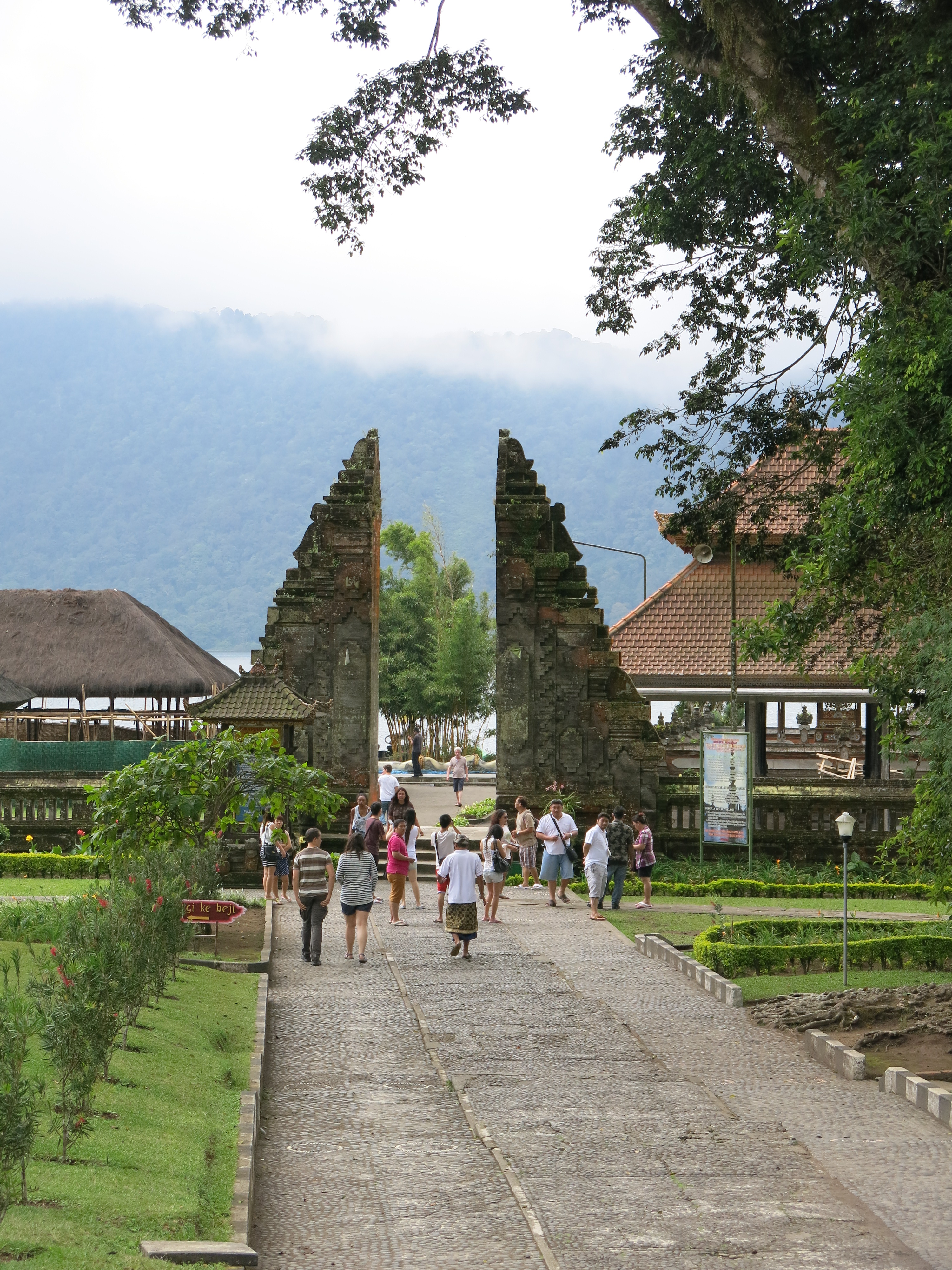
Gespaltenes Eingangstor (Candi bentar)
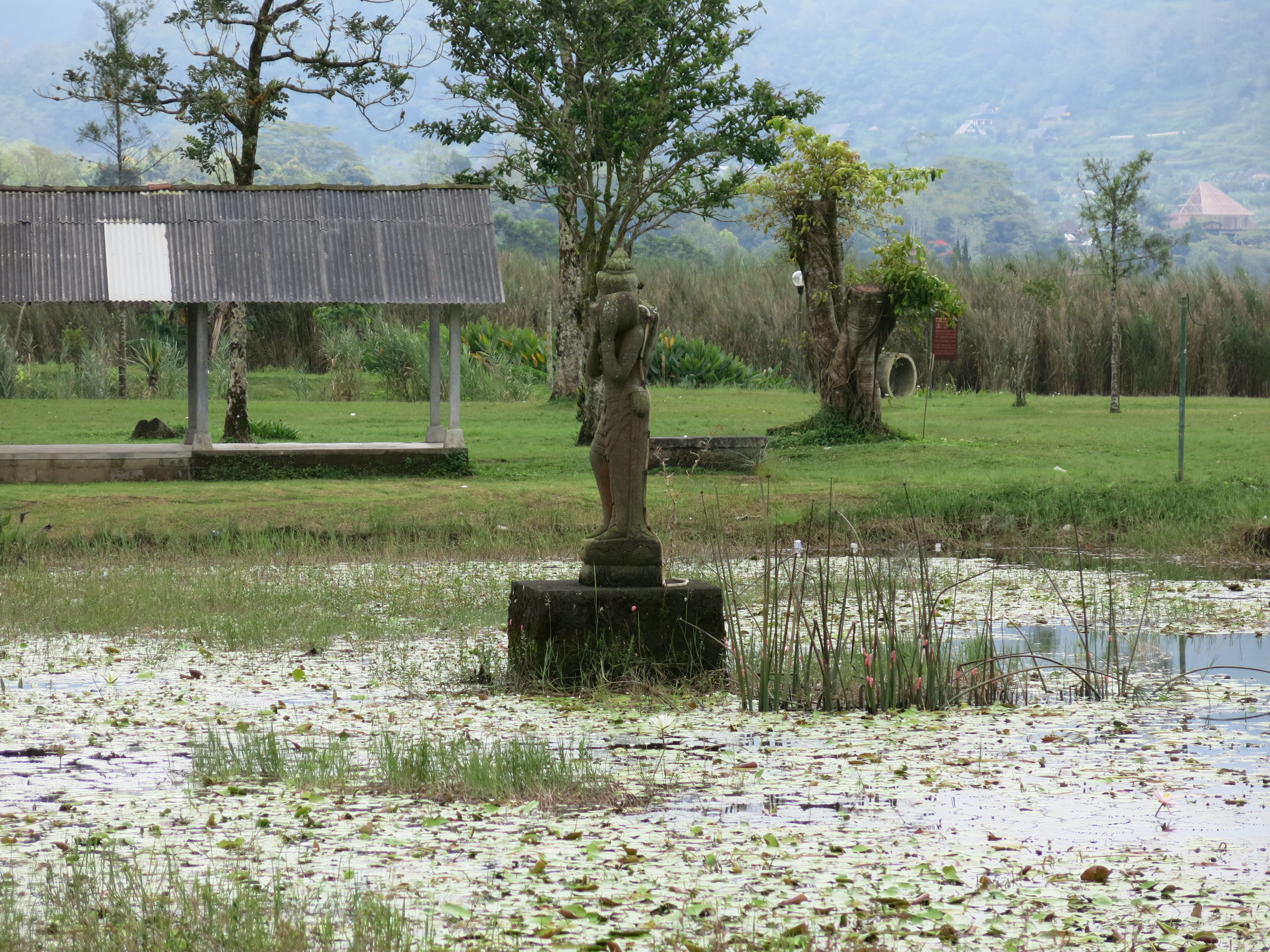
Statue von Dewi Danu, die einen Wasserkrug trägt
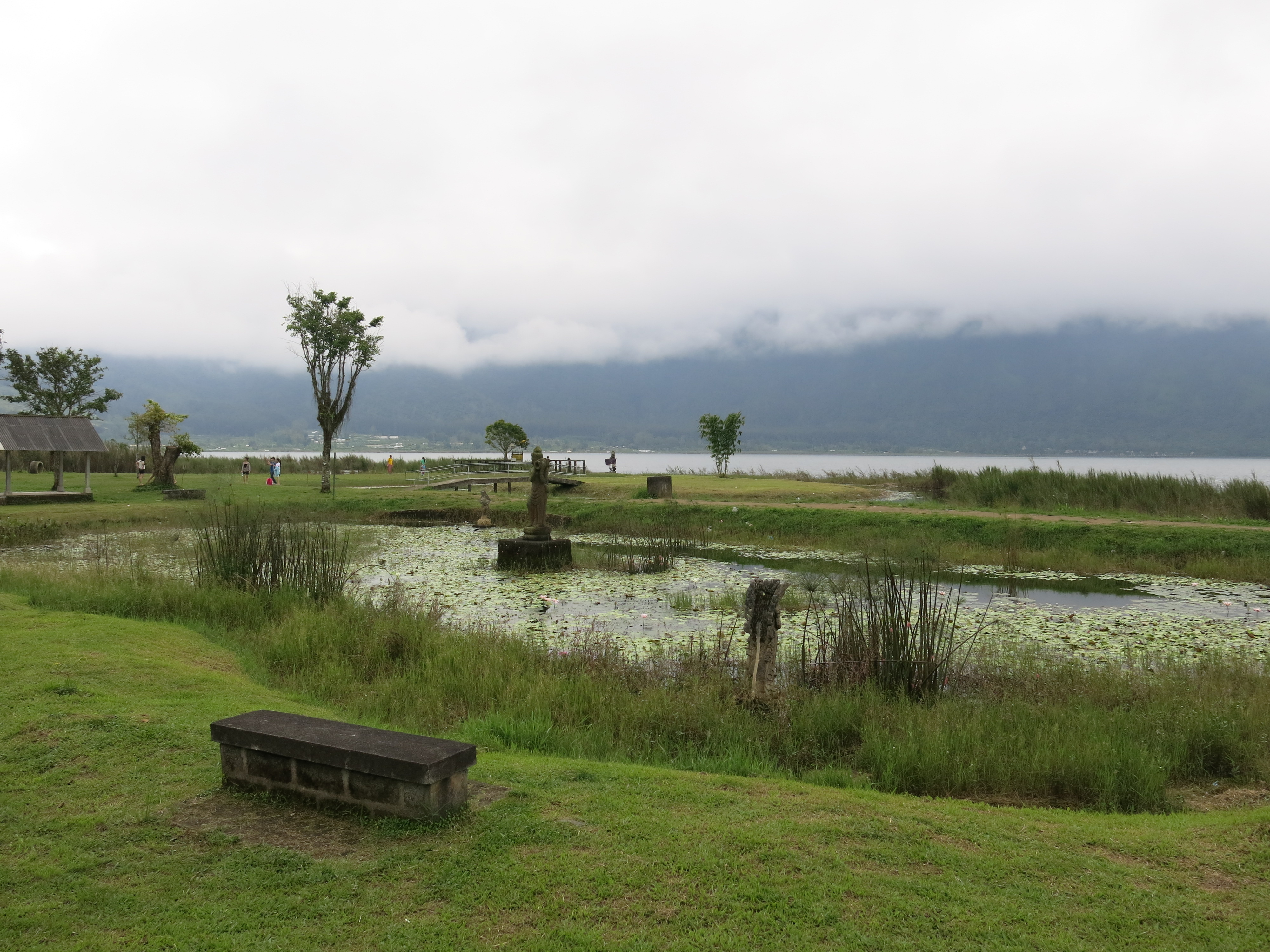
Teich
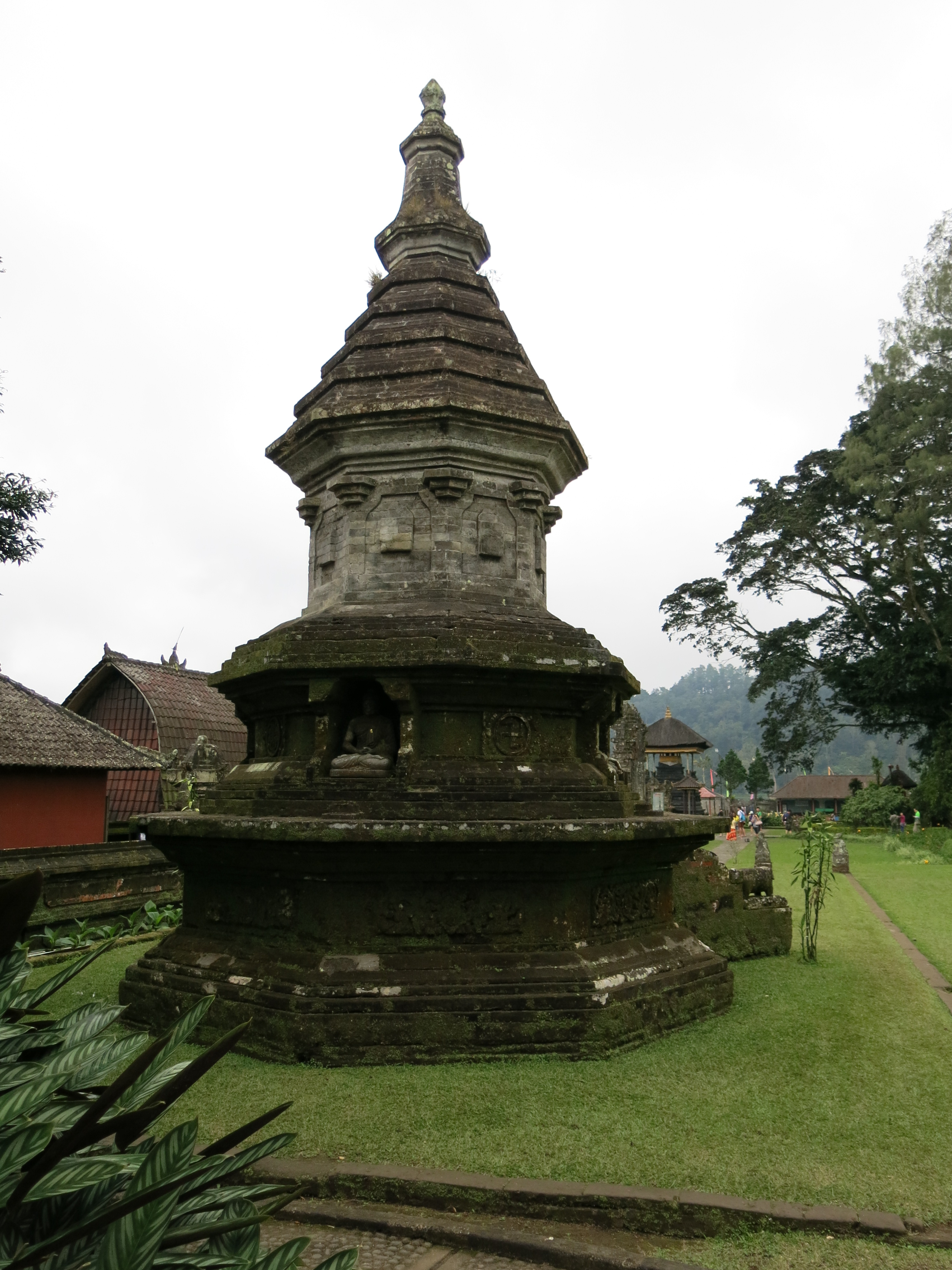
Buddhistischer Stupa
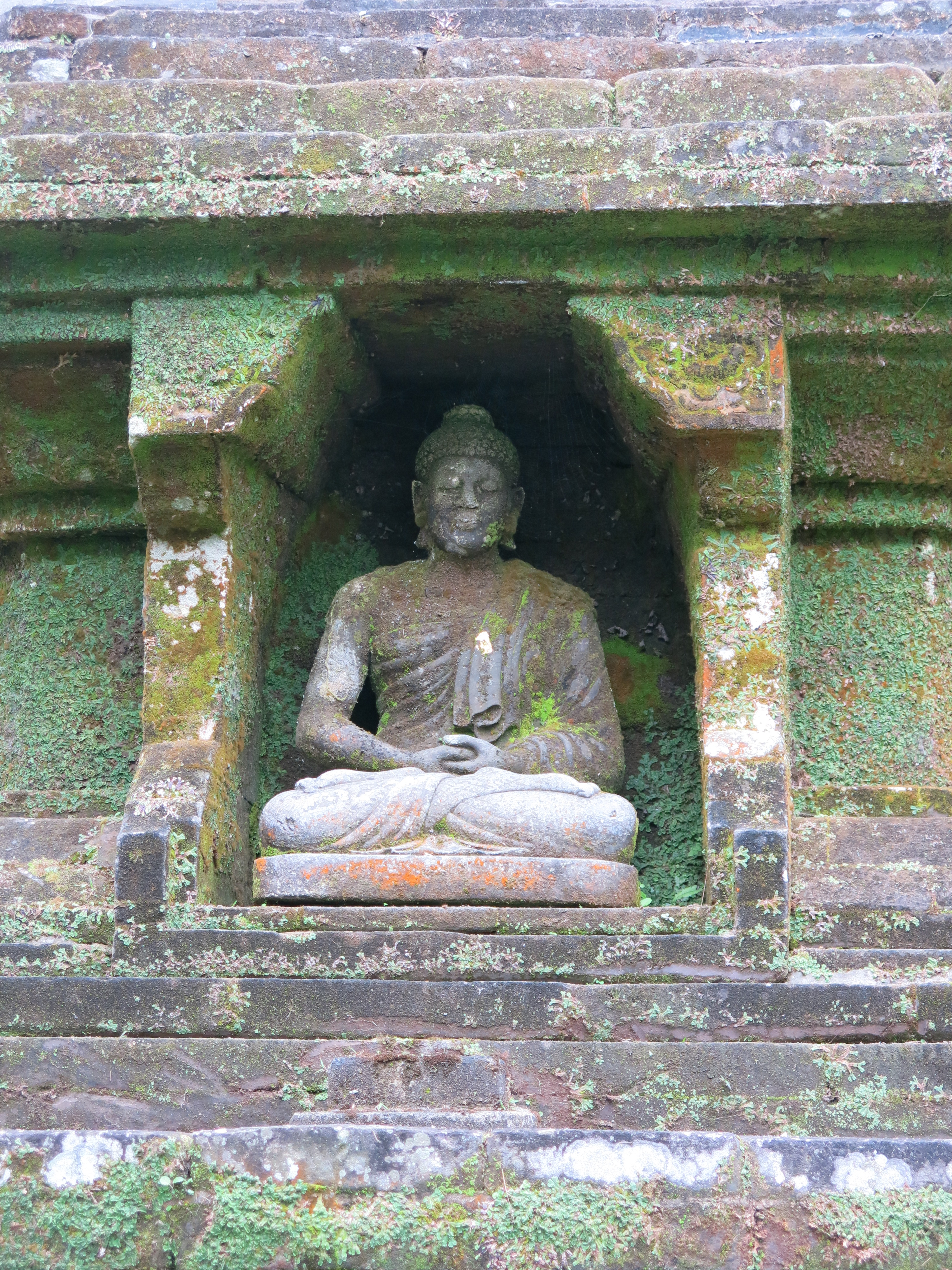
Buddha-Statue
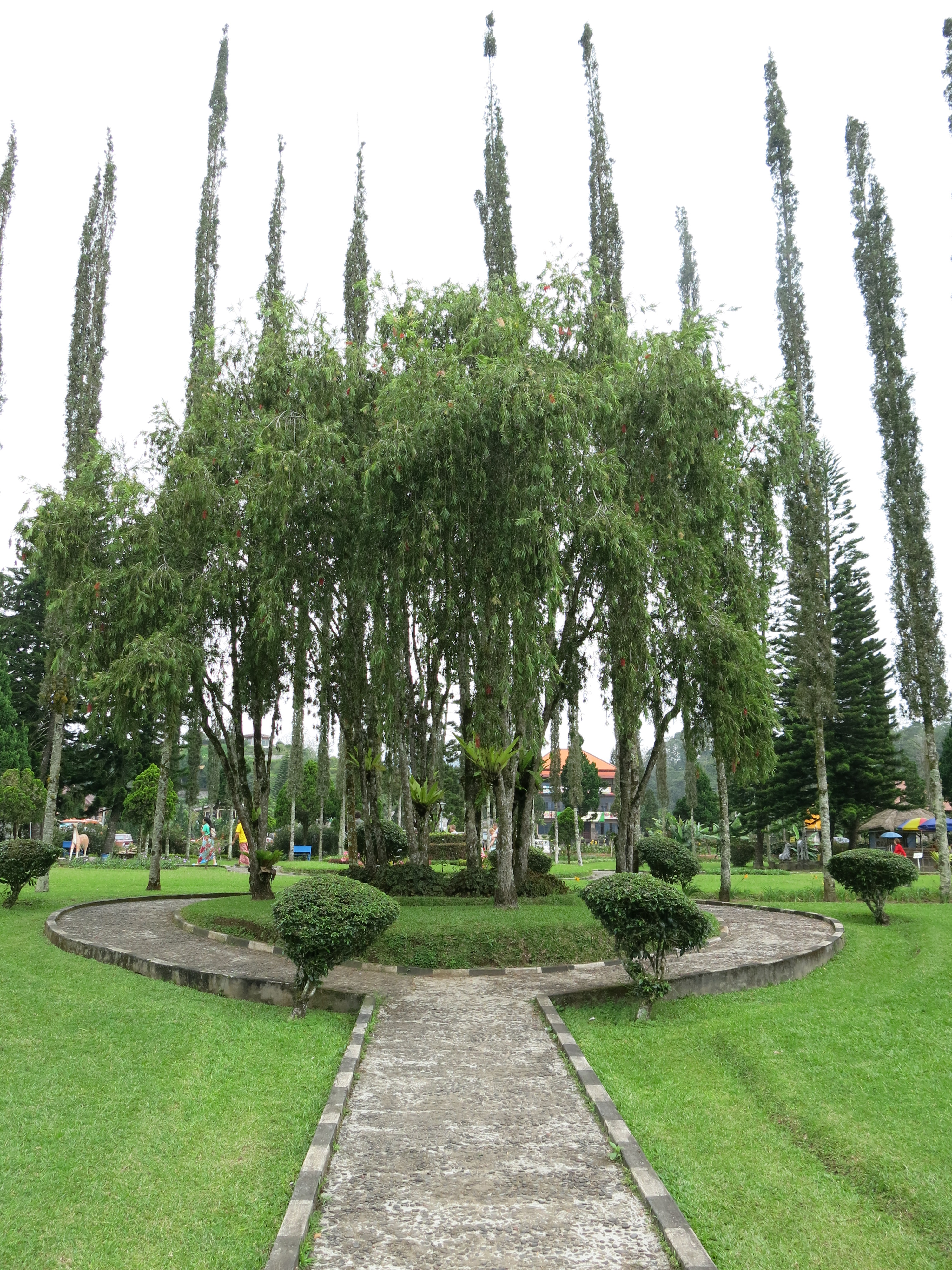
Gartenanlage des Tempels